# Llista dels reis hitites

La situació geopolítica a l'Orient Mitjà abans de l'inici del regnat de Subiluliuma I.

La datació i la seqüència dels reis hitites és una compilació de registres fragmentaris, complementada per la recent troballa a Hattusa d'una partida de més de 3500 impressions de segells que donen noms i títols i la genealogia dels reis hitites. Totes les dates indicades aquí són aproximades, i depenen de sincronismes quan es coneixen les cronologies dels països veïns i d'Egipte.
Poc se sap dels governants de l'època de l'Imperi Mitjà. La seqüència aquí encara segueix en gran part la de Bryce (1998),però també es fa servir la cronologia curta (o baixa).
McMahon (1989) llista Hattusilis II i Tudhalias el Jove en ordre invers. Bryce, entre d'altres, no distingeix un Imperi Mitjà. En el seu lloc, acaba el Regne Antic amb Muwatal·li I i comença l'Imperi Nou amb Tudhalias II. Tampoc no hi és Tudhalias "el Jove" generalment inclòs a les llistes de reis hitites, ja que va ser assassinat després de la mort del seu pare, Tudhalias III.
Una de les característiques més notables del regne dels hitites és que durant els cinc-cents anys que va existir, una sola dinastia reial va ocupar el tron de manera quasi ininterrompuda i va governar el territori des del segle xvii aC fins al segle xiii aC. Després del col·lapse del regne, membres d'aquesta dinastia van seguir exercint el seu poder a la regió de l'Eufrates, sobretot a Carquemix, durant unes quantes generacions més, en els anomenats Estats neohitites. Quan hi va haver usurpacions en les línies establertes de descendència, es van donar quasi sempre entre membres de la mateixa família reial.

## Hatti
| Monarca       | Regnat                                 | Llinatge i esdeveniments claus       |
| ------------- | -------------------------------------- | ------------------------------------ |
| Pamba         | ca. a principis del segle 22 aC (c.c.) | Rei d'Hatti                          |
| Pithana       | ca. segle XVII aC (c.c.)               | Rei de Kussara, conqueridor de Neša  |
| Piyusti       | ca. segle XVII aC (c.c.)               | Rei d'Hatti, derrotat per Anitta     |
| Anitta        | ca. segle XVII aC (c.c.)               | Rei de Kussara, destructor d'Hattusa |
| (Tudhalias I) |                                        | Besavi de Hattusilis I               |
| (Pusarrumas)  |                                        | Fill de Tudhalias                    |

## Regne antic
| Monarca                                      | Regnat                  | Llinatge i esdeveniments claus                                                       |
| -------------------------------------------- | ----------------------- | ------------------------------------------------------------------------------------ |
| Labarnas I                                   | ca. 1600–1586 aC (c.c.) | Fundador tradicional                                                                 |
| Hattusilis I també conegut com a Labarnas II | ca. 1586–1556 aC (c.c.) | Nebot / net de Labarnas I (?); potser el primer governant que tornà a ocupar Hattusa |
| Mursilis I                                   | ca. 1556–1526 aC (c.c.) | Net d'Hattusilis I; va saquejar Babilònia, ca. 1531                                  |
| Hantilis I                                   | ca. 1526–1496 aC (c.c.) | Cunyat de Mursilis I; va assassinar Mursilis I                                       |
| Zidantas I                                   | ca. 1496–1486 aC (c.c.) | Cunyat de Hantilis I; va assassinar el fill/hereu de Hantilis I                      |
| Ammunas                                      | ca. 1486–1466 aC (c.c.) | Fill de Zidantas I; va assassinar el seu pare                                        |
| Huzziyas I                                   | ca. 1466–1461 aC (c.c.) | Fill d'Ammunas?                                                                      |
| Telepinus                                    | ca. 1460 aC (c.c.)      | Cunyat de Huzziyas I; usurpà el tron de Huzziyas                                     |

## Regne mitjà
| Monarca      | Regnat                 | Llinatge i esdeveniments claus |
| ------------ | ---------------------- | --- |
| Al·luwamnas  | ca. mitjan segle xv aC | Gendre de Telepinus |
| Hantilis II  | ca. 1500-1450 aC.      | Fill d'Al·luwamnas |
| Tahurwailis  |                        | Usurpador. Va governar en algun moment entre Telepinus i Zidantas II, potser abans d'Al·luwamnas, però per la resta la data és incerta. |
| Zidantas II  |                        | Fill d'Hantilis II |
| Huzziyas II  |                        | Fill de Zidantas II |
| Muwatallis I | ca. 1400 aC            | Usurpador; va assassinar Huzziyas II |

## Regne Nou (Imperi)

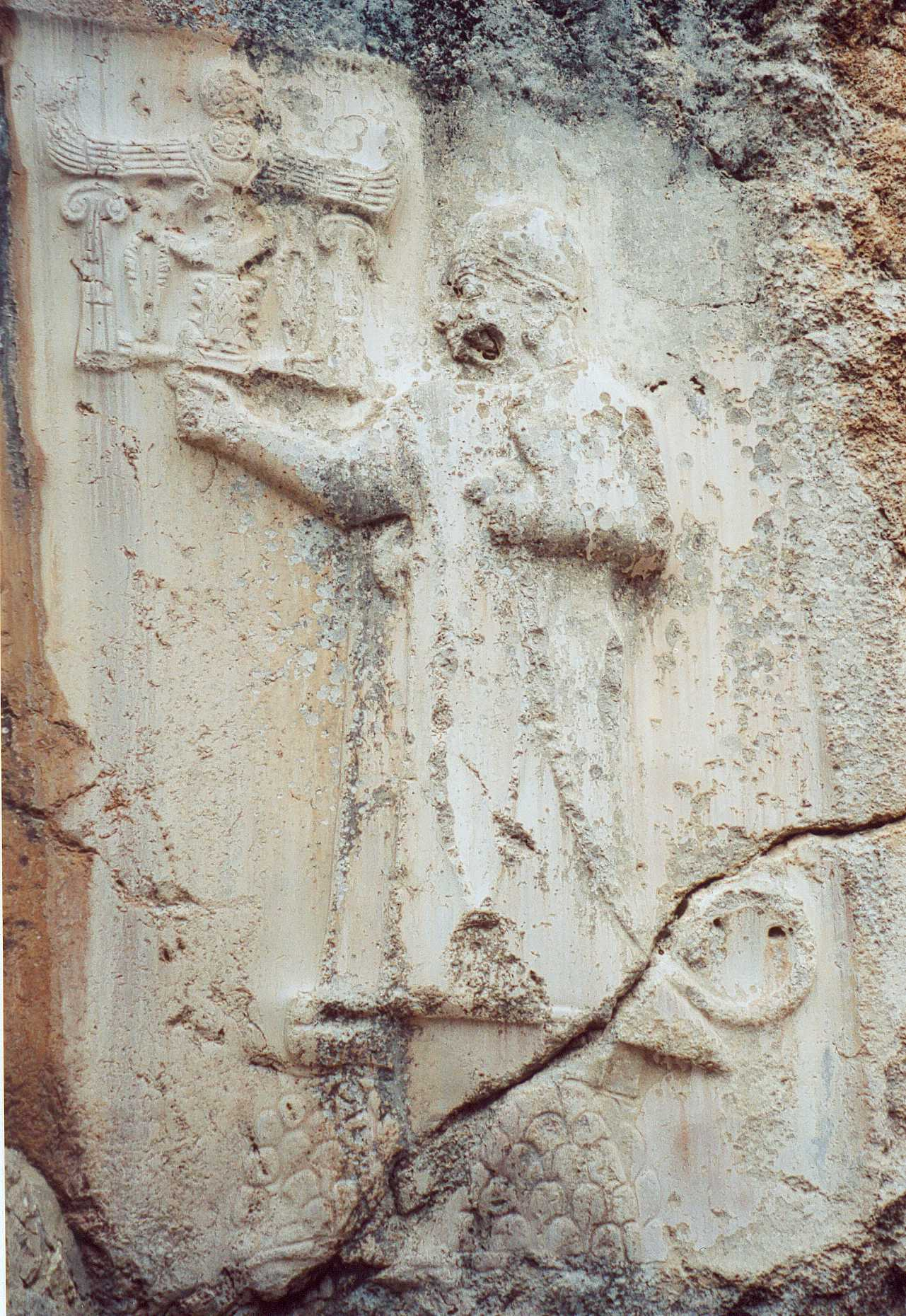
Tudhalias IV

| Monarca                                     | Regnat                                | Llinatge i esdeveniments claus                                                                                             |
| ------------------------------------------- | ------------------------------------- | --- |
| Tudhalias II                                | ca. principis del segle xiv aC (c.c.) | El seu llinatge és incert; potser fou un net de Zidanta II. Es va convertir en rei després que Muwatalli fos assassinat    |
| Arnuwandas I                                |                                       | Gendre de Tudhalias II |
| Hattusilis II (?)                           |                                       | L'existència, llinatge i temps del seu regnat són discutits                                                                |
| Tudhalias III                               | ca. 1360? – 1344 aC (c.c.)            | Fill d'Arnuwandas (o Hattusilis II?)                                                                                       |
| Tudhalias el Jove                           |                                       | Fill de Tudhalias III; assassinat després de la mort del seu pare; podria no haver governat en absolut.                    |
| Subiluliuma I                               | ca. 1344–1322 aC (c.c.)               | Fill de Tudhalias III (o Hattusilis II?); va expandir l'imperi; mencionat a les cartes d'Amarna                            |
| Arnuwandas II                               | ca. 1322–1321 aC (c.c.)               | Fill de Subiluliuma |
| Mursilis II                                 | ca. 1321–1295 aC (c.c.)               | Fill de Subiluliuma |
| Muwatal·lis II                              | ca. 1295–1272 aC (c.c.)               | Fill de Mursilis II; Batalla de Cadeix, ca. 1274                                                                           |
| Mursilis III també conegut com a Urhi-Tesub | ca. 1272–1267 aC (c.c.)               | Fill de Muwatallis II |
| Hattusilis III                              | ca. 1267–1237 aC (c.c.)               | Fill de Mursilis II; tractat amb Egipte ca. 1258                                                                           |
| Tudhalias IV                                | ca. 1237–1209 aC (c.c.)               | Fill de Hattusilis III; Batalla de Nihriya                                                                                 |
| Kurunta                                     | ca. 1228–1227 aC (c.c.)               | Fill de Muwatal·lis II; el seu regnat és incert; pot haver governat durant un breu període al mig del regnat de Tudhalias. |
| Arnuwandas III                              | ca. 1209–1207 aC (c.c.)               | Fill de Tudhalias IV |
| Subiluliuma II                              | ca. 1207–1178 aC (c.c.)               | Fill de Tudhalias IV; caiguda d'Hattusa, ca. 1178                                                                          |

## Grans reis després del 1200 aC.
Després del col·lapse de l'Imperi Hitita, aquest va quedar en mans de governants locals que assumiren el títol de "Gran rei"
| Nom         | Regnat | Comentaris                                                            |
| ----------- | ------ | --------------------------------------------------------------------- |
| Mašḫuitta   |        | Gran rei a Mira                                                       |
| Hartapu     |        | Gran rei al sud d'Anatòlia, possiblement a Tarhuntassa. Data incerta. |
| Kuzi-Teixub |        | Gran rei a Carquemix                                                  |